# Every 1’s a Winner
Every 1’s a Winner (englisch für „Jeder ist ein Gewinner“) ist ein Lied der britischen Soul- und Funkband Hot Chocolate. Der Song ist die dritte Singleauskopplung ihres gleichnamigen vierten Studioalbums Every 1’s a Winner und wurde im Februar 1978 veröffentlicht.

## Inhalt
Every 1’s a Winner ist ein Liebeslied, das von Hot-Chocolate-Sänger Errol Brown aus der Perspektive des lyrischen Ichs gesungen wird. Es handelt von einer geliebten Person, von der er nicht glauben konnte, wie gut sie ihm tue. Er sei glücklich über jeden Tag, an dem sie bei ihm sei und ihm ihre Liebe schenke. Für ihn sei sie einfach ein Star und Gewinner.

“Everyone’s a winner, baby, that’s the truth (yes, the truth)

Making love to you is such a thrill

Everyone’s a winner, baby, that’s no lie (yes, no lie)

You never fail to satisfy (satisfy)”

## Produktion
Das Lied wurde von dem britischen Musikproduzenten Mickie Most produziert. Als Autor fungierte Hot-Chocolate-Sänger Errol Brown.

## Musikvideo
Im zu Every 1’s a Winner gedrehten Musikvideo spielt die Band, die überwiegend weiß gekleidet ist, den Song unter Scheinwerferlicht in einem halbdunklen Raum. Sänger Errol Brown ist am Mikrofon zu sehen, wobei er teilweise von oben auf den Zuschauer herabblickt. Die anderen Bandmitglieder werden beim Gitarre- und Keyboardspielen gezeigt, während sie sich rhythmisch zur Musik bewegen.

## Single

### Covergestaltung
Das Singlecover zeigt die fünf damaligen Mitglieder von Hot Chocolate, die komplett in Weiß gekleidet sind und auf den Betrachter herabblicken. Sänger Errol Brown steht in der Mitte. Im oberen Bildteil befinden sich die weißen Schriftzüge Hot Chocolate und Every 1’s a Winner. Der Hintergrund ist komplett schwarz gehalten.

### Titelliste
1. Every 1’s a Winner – 3:59
2. Power of Love – 3:20

### Chartplatzierungen
Every 1’s a Winner stieg am 20. März 1978 auf Platz 49 in die deutschen Singlecharts ein und erreichte drei Wochen später mit Rang 16 die höchste Position, die es drei Wochen belegte. Insgesamt war der Song 21 Wochen lang in den Top 100 vertreten. Erfolgreicher war die Single mit Top-10-Platzierungen unter anderem in den Vereinigten Staaten, Neuseeland, Österreich und der Schweiz.
| ChartsChartplatzierungen       | Höchstplatzierung | Wochen/ Monate |
| ------------------------------ | ----------------- | -------------- |
| Deutschland (GfK)              | 16 (21 Wo.)       | 21 Wo.         |
| Österreich (Ö3)                | 8 (3 Mt.)         | 3 Mt.          |
| Schweiz (IFPI)                 | 9 (10 Wo.)        | 10 Wo.         |
| Vereinigtes Königreich (OCC)   | 12 (11 Wo.)       | 11 Wo.         |
| Vereinigte Staaten (Billboard) | 6 (18 Wo.)        | 18 Wo.         |

| ChartsJahrescharts (1979)      | Platzierung |
| ------------------------------ | ----------- |
| Vereinigte Staaten (Billboard) | 55          |

Im März 1987 wurde das Lied als Groove Mix erneut als Single veröffentlicht. Diese Version erreichte Platz 14 der deutschen Charts und hielt sich 15 Wochen in den Top 100.
| ChartsChartplatzierungen     | Höchstplatzierung | Wochen |
| ---------------------------- | ----------------- | ------ |
| Deutschland (GfK)            | 14 (15 Wo.)       | 15     |
| Vereinigtes Königreich (OCC) | 69 (3 Wo.)        | 3      |

### Verkaufszahlen und Auszeichnungen
Every 1’s a Winner erhielt im Jahr 1979 in den Vereinigten Staaten für mehr als 500.000 verkaufte Einheiten eine Goldene Schallplatte.

| Land/Region               | Auszeichnungen für Musikverkäufe (Land/Region, Auszeichnung, Verkäufe) | Verkäufe |
| ------------------------- | ---------------------------------------------------------------------- | -------- |
| Neuseeland (RMNZ)         | Gold                                                                   | 10.000   |
| Vereinigte Staaten (RIAA) | Gold                                                                   | 500.000  |
| Insgesamt                 | 2× Gold ·                                                              | 510.000  |